# 甘露寺 (巴彦淖尔)
甘露寺，俗称“常素庙”，位于内蒙古自治区巴彦淖尔市临河区新华镇境内，是一座汉传佛教净土宗寺院。

## 历史
甘露寺俗称“常素庙”，意思是该寺常年吃素，不吃荤腥。民国十八年（1929年）春，本地农家子弟斐金锥（法名“寂成”）回到家乡做佛事传教。一天，寂成来到哈达淖尔村附近的草滩，见一条白蛇将一只野兔缠住，乃想起古人“蛇盘兔，必定富”之说，认定此地为吉祥之地，便在此定居，自己开出几亩薄田，种蔬菜及谷物。寂成亲自挖出三个洞，用泥塑了三尊佛像供奉在洞中，每日烧香跪拜。1933年，他请工匠建起三座佛殿与几间瓦房，内供精雕细塑的观音、释迦牟尼、普贤。
民国二十三年（1934年），后套地区发生严重旱灾，寂成坐法台诵经三日，求得菩萨显灵，普降甘霖。由此，庙宇更名“甘露寺”。甘露寺吸引了民众前来进香游玩，香火渐旺。僧人收徒传教，很快发展到二三百名僧人。僧人在寺门口垒起一座香炉，供焚香用。
1935年，寂成和尚云游出走，其师弟觉满主持该寺。文化大革命期间，该寺被拆除。1983年，该寺恢复佛事活动，随后开始重建寺庙。1996年，该寺恢复原名“甘露寺”。到21世纪初，甘露寺已成为内蒙古西部最大的汉传佛教寺院。
21世纪初，妙闻法师正在主持该寺。他童贞入道。2005年，他成功举办甘露寺首届观音圣诞书画艺术节。2009年，成立甘露寺藏书画艺术陈列馆，收藏了中国各地书画家的600余帧书画。妙义书屋藏书近万册。2010年中元节，为了配合政府文化部门申报内蒙古自治区非物质文化遗产，甘露寺成功挖掘并恢复了失传将近半个世纪的民间大型社火“九曲黄河阵灯游会”（俗称“转灯会”）。

## 建筑
该寺坐北朝南。主要建筑有天王殿、大雄宝殿、钟楼、鼓楼、僧房、斋堂、碾房等等。主殿位于正北，左右为对称建筑。殿宇高大庄严，环境清雅。该寺常年有僧人管理，香火十分旺盛。